# Stadion krále Fahda
Stadion krále Fahda nebo také King Fahd Stadium (arabsky: أستاد الملك فهد الدولي‎) je víceúčelový stadion, který je většinou používán pro fotbal nebo atletiku. Stadion byl postaven roku 1987. Stadion pojme 68 752 diváků (62 685 sedadel). Cena jeho výstavby činila 510 mil. amerických dolarů.

## Galerie

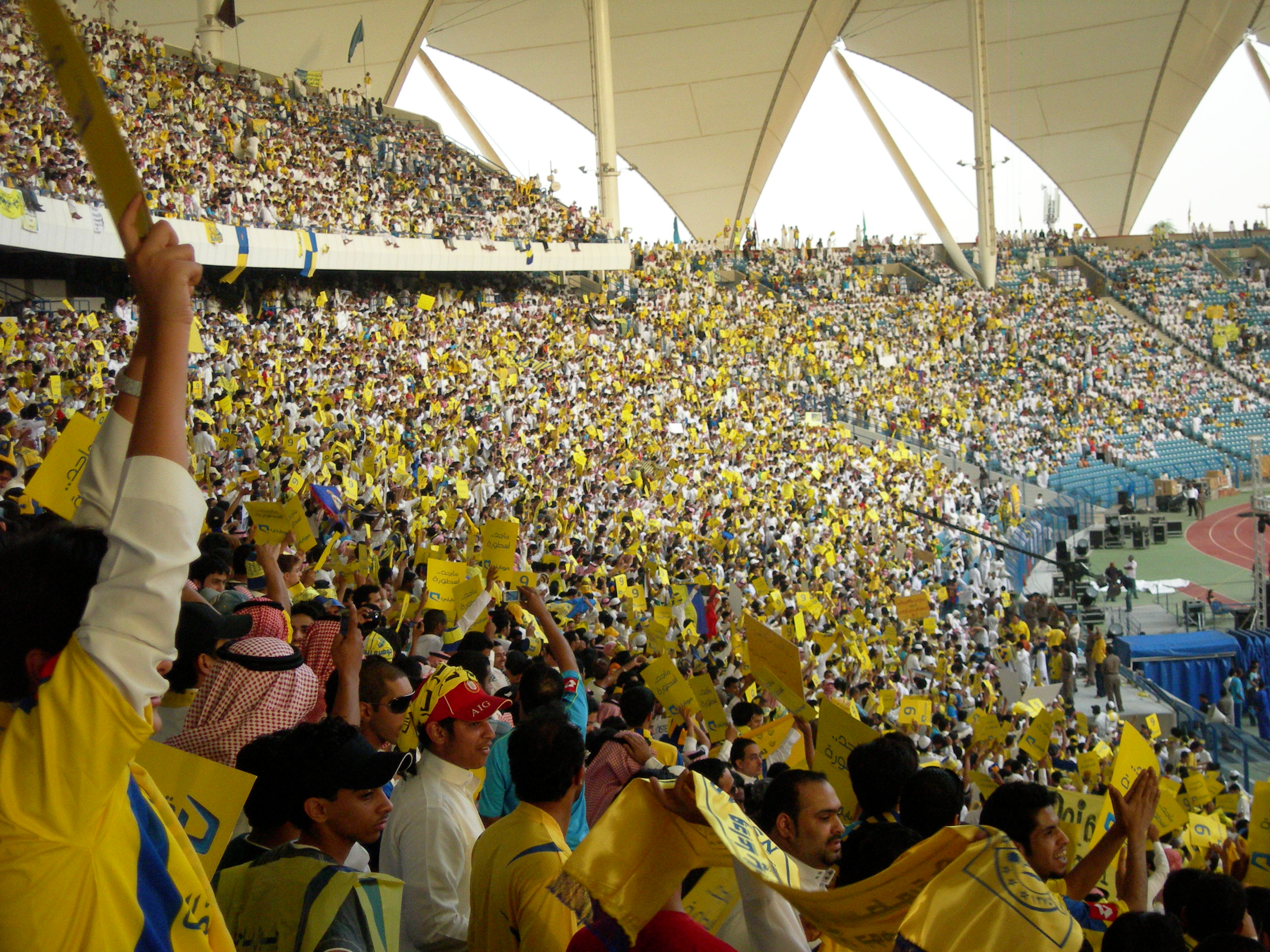
Fanoušci na stadionu krále Fahda